# Wedell-Williams 44
Die Wedell-Williams 44 war ein Flugzeug des US-amerikanischen Herstellers Wedell-Williams Air Service Corp. mit Sitz in Patterson (Louisiana).

## Entwicklung
Es handelte sich um einen einmotorigen, einsitzigen, abgestrebten Tiefdecker mit starrem, verkleideten Spornfahrwerk, der speziell für Geschwindigkeitsrennen gebaut worden war. Das Flugzeug ging auf eine Konstruktion aus dem Jahr 1930 zurück, die mit einem Wright J6-7 als Antrieb am Rennen um die Thompson Trophy teilgenommen hatte. Nach gründlicher Überarbeitung kam noch im selben Jahr eine verbesserte Ausführung heraus. Insgesamt wurden ab 1931 von Wedell-Williams vier weitere ähnliche Maschinen gebaut. Sie trugen die Kennzeichen NR61Y, NR238V, NR536V und NR278V. Die aus Holz hergestellten Tragflächen mit einer Dicke von nur 5 % hatten eine V-Stellung von 3° und wurden an kurzen Stummeln der aus verschweißten Stahlrohren bestehenden Zelle befestigt. Der Rumpf war im vorderen Teil mit Duralblech beplankt. Der hintere Teil war, wie auch das aus Stahlrohr gefertigte Leitwerk, mit Stoff bespannt. Der kurz hinter der Tragflügelhinterkante angeordnete Führersitz wurde mit einer Haube abgedeckt. Das Triebwerk hatte eine NACA-Haube als Verkleidung.
Die von einem Pratt & Whitney R-985 angetriebene NR278V belegte 1931 den zweiten Platz beim Thompson-Trophy-Rennen. Die Maschine trug dabei die Startnummer 44, was danach zur Typenbezeichnung Wedell-Williams 44 führte. Im Jahr 1932 errangen Flugzeuge dieser Ausführung den Sieg beim Bendix Trophy und einen zweiten Platz bei der Thompson Trophy. Mary Haizlip unternahm mit einer solchen Maschine am 5. September 1932 in Cleveland (Ohio) einen Rekordversuch und stellte mit 405,92 km/h einen neuen Geschwindigkeitsweltrekord für Frauen auf. Sie trat so in die Fußstapfen von Amelia Earhart. 1933 konnte die Thompson Trophy gewonnen werden. Nach Einbau eines Pratt & Whitney R-1340-Motors mit 800 PS stellte am 4. September 1933 James Wedell in Chicago mit 490,080 km/h einen neuen Geschwindigkeitsweltrekord für Landflugzeuge auf. Bei der Bendix Trophy gelang 1933 gar ein Doppelsieg, und auch 1934 fiel die Bendix Trophy wieder an eine Wedell-Williams 44. Mit einem noch stärkeren Pratt & Whitney R-1690 ausgestattet, konnte 1935 nochmals ein zweiter Platz bei der Bendix Trophy errungen werden. Das Flugzeug war gegenüber moderneren Typen nicht mehr konkurrenzfähig. Wendell konstruierte auf der Basis des Modells 44 noch die Wedell-Williams 45 mit Einziehfahrwerk, die bereits im Februar 1934 bei den American Air Races in New Orleans an den Start ging, aber weitestgehend erfolglos blieb.

## Technische Daten (Rennausführung)

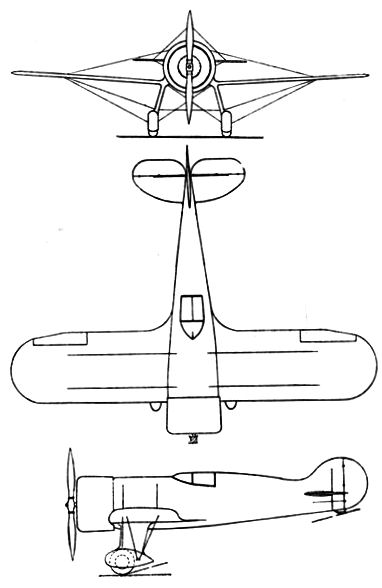
Dreiseitenansicht

| Kenngröße  | Daten                                         |
| ---------- | --------------------------------------------- |
| Besatzung  | 1                                             |
| Länge      | 6,48 m                                        |
| Spannweite | 7,97 m                                        |
| Leermasse  | 685 kg                                        |
| Startmasse | 1006 kg                                       |
| Triebwerk  | ein Pratt & Whitney R-985 mit 550 PS (405 kW) |